# Список рекордов мира по плаванию в ластах
В данную статью включены материалы по действующим рекордам мира по плаванию в ластах.

## Мужчины
| Дисциплина                                       | Результат | Гражданство      | Спортсмен                                                                                             | Дата       | Соревнование              | Место проведения      |
| ------------------------------------------------ | --------- | ---------------- | --- | ---------- | ------------------------- | --------------------- |
| 50 м, ныряние                                    | 13.70     | Россия           | Павел Кабанов                                                                                         | 1.08.2014  | Чемпионат Европы — 2014   | г. Линьяно-Саббьядоро |
| 50 м в ластах                                    | 15.00     | Колумбия         | Маурисио Фернандес Кастильо                                                                           | 26.06.2016 | Чемпионат мира — 2016     | г. Волос              |
| 100 м в ластах                                   | 33.87     | Германия         | Макс Пошарт                                                                                           | 7.05.2017  | Чемпионат Германии — 2017 | г. Берлин             |
| 200 м в ластах                                   | 01:19.54  | Колумбия         | Хуан Фернандо Окампо Лозада                                                                           | 25.06.2016 | Чемпионат мира — 2016     | г. Волос              |
| 400 м в ластах                                   | 2:55.57   | Украина          | Алексей Захаров                                                                                       | 21.03.2021 | Чемпионат мира — 2021     | г. Линьяно-Саббьядоро |
| 800 м в ластах                                   | 6:16.24   | Украина          | Александр Одиноков                                                                                    | 1.08.2014  | Чемпионат Европы — 2014   | г. Линьяно-Саббьядоро |
| 1500 м в ластах                                  | 12:09.74  | Венгрия          | Адам Букор                                                                                            | 5.07.2017  | Чемпионат Европы — 2017   | г. Познань            |
| 50 м в классических ластах                       | 18.41     | Россия           | Андрей Арбузов                                                                                        | 26.06.2016 | Чемпионат мира — 2016     | г. Волос              |
| 100 м в классических ластах                      | 41.44     | Россия           | Дмитрий Серяков                                                                                       | 24.06.2016 | Чемпионат мира — 2016     | г. Волос              |
| 200 м в классических ластах                      | 1:33.31   | Венгрия          | Гергей Косина                                                                                         | 25.06.2016 | Чемпионат мира — 2016     | г. Волос              |
| 100 м с аквалангом                               | 31.24     | Республика Корея | Ли Кванхо                                                                                             | 25.06.2016 | Чемпионат мира — 2016     | г. Волос              |
| 400 м с аквалангом                               | 2:42.90   | Китай            | Чи Чэн                                                                                                | 25.06.2016 | Чемпионат мира — 2016     | г. Волос              |
| 800 м с аквалангом                               | 5:46.96   | Венгрия          | Силард Вильхельм                                                                                      | 28.07.2010 | Чемпионат Европы — 2010   | г. Казань             |
| эстафета 4×100 м                                 | 2:16.54   | Россия           | Павел Кабанов (34.22) Алексей Казанцев (34.72) Дмитрий Кокорев (33.89) Дмитрий Журман (33.71)         | 9.08.2013  | Всемирные игры — 2017     | г. Познань            |
| эстафета 4×200 м                                 | 5:22.94   | Россия           | Дмитрий Журман (1:21.29) Андрей Барабаш (1:20.35) Евгений Смирнов (1:20.18) Дмитрий Кокорев (1:20.62) | 29.07.2014 | Чемпионат Европы — 2014   | г. Линьяно-Саббьядоро |
| смешанная эстафета в классических ластах 4×100 m | 02:58.04  | Россия           | Штрайх Лев () Федькин Алексей () Патласова Мария () Симонова Виталина ()                              | 16.07.2018 | Чемпионат Мира — 2018     | г. Белград            |

## Женщины
| Дисциплина                  | Результат | Гражданство      | Спортсмен | Дата       | Соревнование            | Место проведения   |
| --------------------------- | --------- | ---------------- | --- | ---------- | ----------------------- | ------------------ |
| 50 м, ныряние               | 15.10     | Китай            | Чжу Баочжен | 24.07.2009 | Всемирные игры 2009     | г. Гаосюн          |
| 50 м в ластах               | 16.94     | Республика Корея | Янг Е Сол | 26.06.2016 | Чемпионат мира — 2016   | г. Волос           |
| 100 м в ластах              | 38.02     | Россия           | Екатерина Михайлушкина                                                                                           | 05.07.2021 | Чемпионат Мира - 2021   | г. Томск           |
| 200 м в ластах              | 1:25.41   | Россия           | Валерия Барановская                                                                                              | 21.07.2017 | Всемирные игры 2017     | г. Познань         |
| 400 м в ластах              | 3:12.90   | Китай            | Лю Цзяо | 30.07.2011 | Чемпионат мира — 2011   | г. Ходмезёвашархей |
| 800 м в ластах              | 6:46.79   | Китай            | Лю Цзяо | 30.07.2011 | Чемпионат мира — 2011   | г. Ходмезёвашархей |
| 1500 м в ластах             | 13:01.48  | Китай            | Лю Цзяо | 3.08.2011  | Чемпионат мира — 2011   | г. Ходмезёвашархей |
| 50 м в классических ластах  | 20.52     | Венгрия          | Петра Сенански                                                                                                   | 21.07.2017 | Всемирные игры 2017     | г. Познань         |
| 100 м в классических ластах | 45.16     | Венгрия          | Петра Сенански                                                                                                   | 22.07.2017 | Всемирные игры 2017     | г. Познань         |
| 200 м в классических ластах | 1:41.43   | Венгрия          | Петра Сенански                                                                                                   | 25.06.2016 | Чемпионат мира — 2016   | г. Волос           |
| 100 м с аквалангом          | 34.46     | Китай            | Чжу Баочжен | 24.08.2009 | Чемпионат мира — 2009   | г. Санкт-Петербург |
| 400 м с аквалангом          | 2:56.48   | Китай            | Сунь Итин | 28.09.2016 |                         | г. Яньтай          |
| 800 м с аквалангом          | 6:18.38   | Китай            | Лю Цзяо | 18.09.2011 | Финал Кубка мира — 2011 | г. Яньтай          |
| эстафета 4×100 м            | 2:34.54   | Россия           | Валерия Барановская Анна Бер Александра Скурлатова Екатерина Михайлушкина                                        | 27.06.2016 | Чемпионат мира — 2016   | г. Волос           |
| эстафета 4×200 м            | 5:45.02   | Россия           | Валерия Барановская (1:26.76) Маркина,Влада (1:30.00) Патласова,Мария (1:26.47) Екатерина Михайлушкина (1:27.63) | 8.08.2017  | Чемпионат Европы — 2017 | г. Познань         |